# حویلی باتا
حویلی باتا (به انگلیسی: Haveli Bata) یک روستا در پاکستان است که در پنجاب واقع شده‌است.